# Berkesz
Berkesz község Szabolcs-Szatmár-Bereg vármegyében, a Kemecsei járásban.

## Fekvése
A Nyírségben fekszik, Kisvárdától 20, Nyíregyházától 30 kilométerre. Településszerkezete: síkvidéki útifalu.
A közvetlen szomszédos települések: északkelet felől Nyírtass, dél felől Ramocsaháza, nyugat felől Demecser, északnyugat felől pedig Gégény. Észak felől a legközelebbi település Pátroha, délkelet felől Laskod, délnyugat felől pedig Székely, de a közigazgatási területe – kevés híján – egyikkel sem határos.

### Megközelítése
Legfontosabb közúti elérési útvonala a 4-es főút, amely néhány évtizede még áthaladt a központján, ma kelet felől elkerüli azt. Főutcája (a főút régi nyomvonala) ma mellékútként a 3837-es útszámozást viseli, Demecserrel a 3833-as út köti össze.
Vasútvonal nem érinti, a legközelebbi vasúti csatlakozási lehetőséget a Budapest–Záhony-vasútvonal Demecser vasútállomása kínálja, mintegy 6 kilométerre északnyugatra.

## Története
Első írásos említése 1239-ből származik, azonban ez az okirat 15. századi hamisítvány. Első hiteles említése 1304-ben keletkezett. Az Anjou-kor hajnalán 1309-ben és 1310-ben megyegyűlés helyszínéül szolgált. 
1361-ben az ónodi Czudar család birtokának írták. 1462-ben a Tárkányi, 1466-ban a Ramocsaházy, 1481-ben a csicseri Orosz, az Ormos és a Fodor családok voltak birtokosai. A 15. századtól a Vay család kapott rá királyi adományt. A Vay család itt szép kastélyt is épített.
1835-ben a faluban nagy földrengés pusztított.
A 20. század elején Berkesznek 708, nagyrészt református vallású lakosa volt.

## Közélete

### Polgármesterei
- 1990–1994: Kovács Menyhért (független)[3]
- 1994–1998: Kovács Menyhért (független)[4]
- 1998–2002: Kovács Menyhért (független)[5]
- 2002–2006: Dr. Nagy Gyula (független)[6]
- 2006–2010: Dr. Nagy Gyula (független)[7]
- 2010–2014: Szidor Attila (Fidesz–KDNP)[8]
- 2014–2019: Szidor Attila (Fidesz–KDNP)[9]
- 2019–2024: Szidor Attila (Fidesz–KDNP)[10]
- 2024– : Szidor Attila (Fidesz–KDNP)[1]

A településen a 2024. június 9-i önkormányzati választás után, a polgármester-választás tekintetében nem lehetett eredményt hirdetni, mert szavazategyenlőség alakult ki a hivatalban lévő faluvezető, Szidor Attila és egyetlen, független kihívója, Fintor Ferenc között. Az emiatt szükségessé vált időközi választást 2024. szeptember 29-én tartották meg, számottevően magasabb választói részvétel mellett, ami Szidor Attilának kedvezett.

## Népesség
A település népességének változása:
| Lakosok száma | 855  | 837  | 834  | 896  | 779  | 789  | 777  |
|               | 2013 | 2014 | 2015 | 2021 | 2022 | 2023 | 2024 |

2001-ben a település lakosságának 95%-a magyar, 5%-a cigány nemzetiségűnek vallotta magát.
A 2011-es népszámlálás során a lakosok 91,8%-a magyarnak, 7,6% cigánynak, 0,2% románnak, 0,3% ukránnak mondta magát (8,2% nem nyilatkozott; a kettős identitások miatt a végösszeg nagyobb lehet 100%-nál). A vallási megoszlás a következő volt: római katolikus 17,6%, református 48,5%, görögkatolikus 8,2%, felekezeten kívüli 8,1% (17,1% nem válaszolt).
2022-ben a lakosság 89,3%-a vallotta magát magyarnak, 0,8% cigánynak, 0,4% ruszinnak, 0,4% németnek, 0,4% ukránnak, 0,1% románnak, 0,9% egyéb, nem hazai nemzetiségűnek (10,7% nem nyilatkozott; a kettős identitások miatt a végösszeg nagyobb lehet 100%-nál). Vallásuk szerint 15,1% volt római katolikus, 38,5% református, 4,7% görög katolikus, 0,8% egyéb keresztény, 0,1% ortodox, 5,6% felekezeten kívüli (34,5% nem válaszolt).

## Nevezetességei

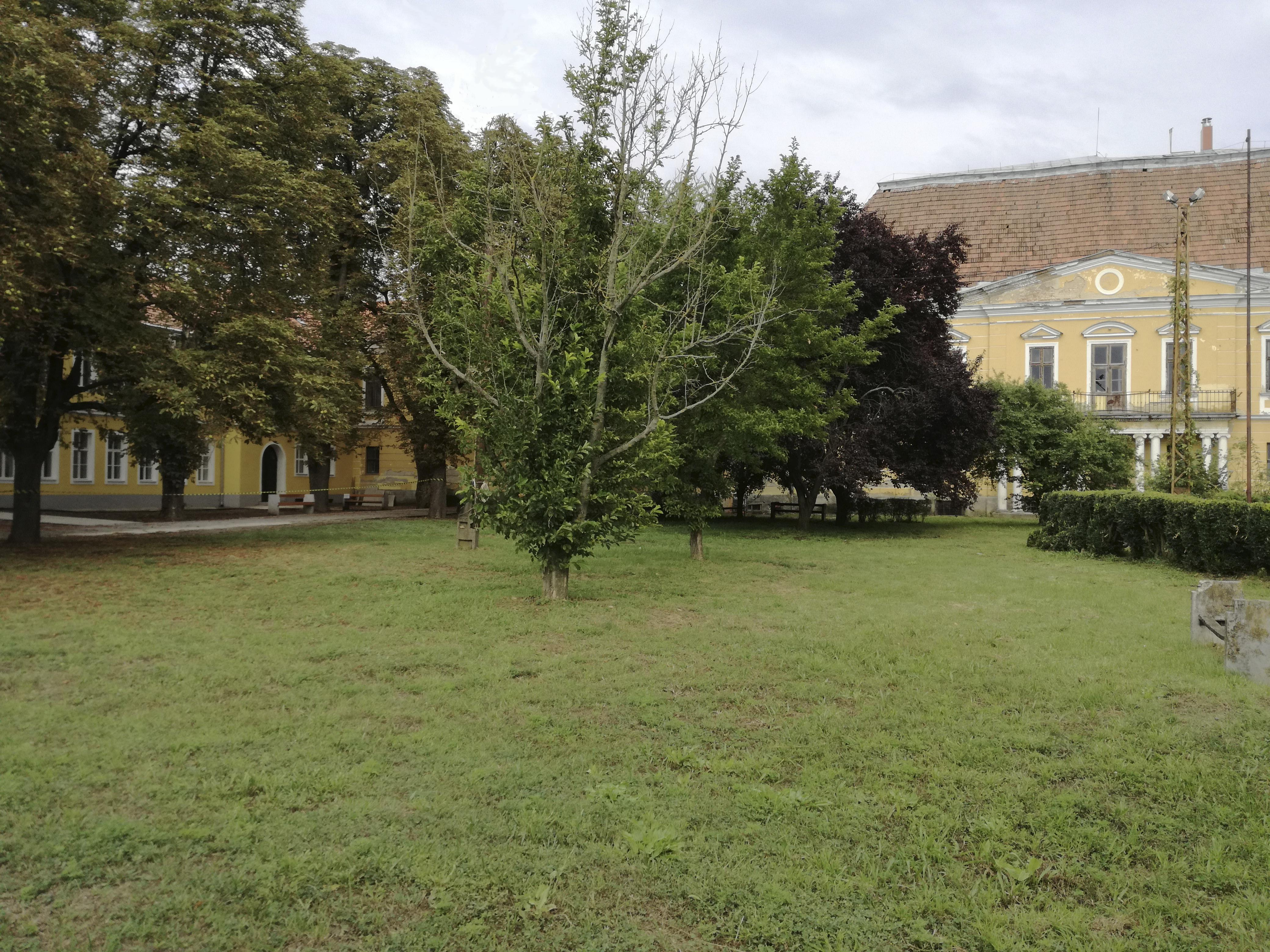
A park a kastély előtt

- Vay-kastély (19. század, klasszicista stílusú)

Vay Ádám gróf nagyszabású kastélyát az 1800-as években Vay József és fia, Vay Ábrahám építtették. A kastély kiváló ízléssel berendezett volt és a benne található régi bútorok, festmények, fegyverek, régiségek, szőnyegek és mások, nagy értéket képviseltek. A kastély mögött nagy terjedelmű park terült el, amely szépségre nézve párját ritkította. Itt volt egy külön épületben elhelyezve a Vay család híres és gazdag levéltára is, melyben számos rendkívül becses oklevelet őriztek. A parkban állt a Vay család sírboltja, árnyas ligetben, melynek közelében szép fekvésű tó terült el.

## Híres emberek
- Itt született Berkeszi István (eredeti neve: Polák István; 1879-ig) tanár, történész (1853–1922).

## Képek

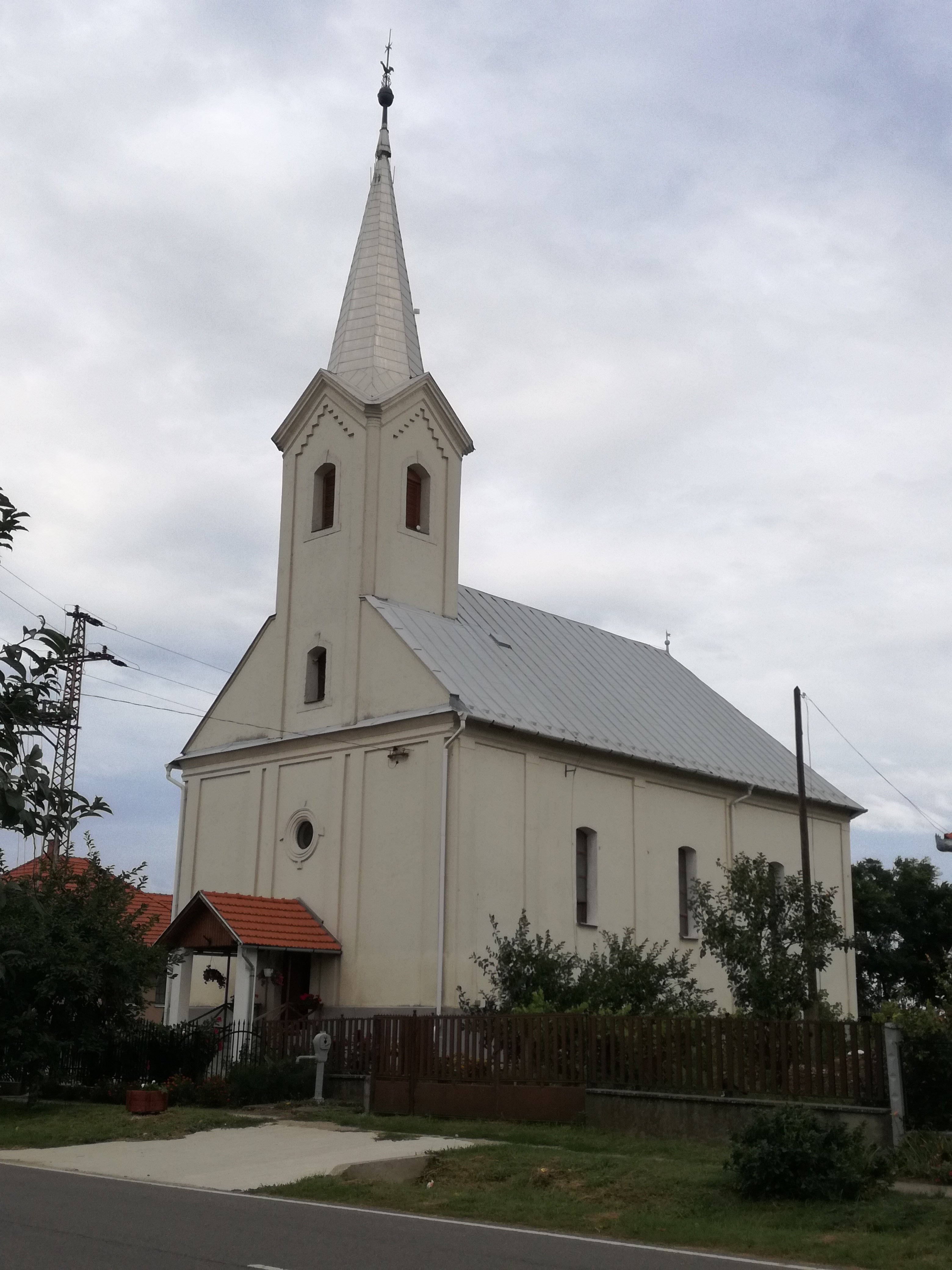
A református templom
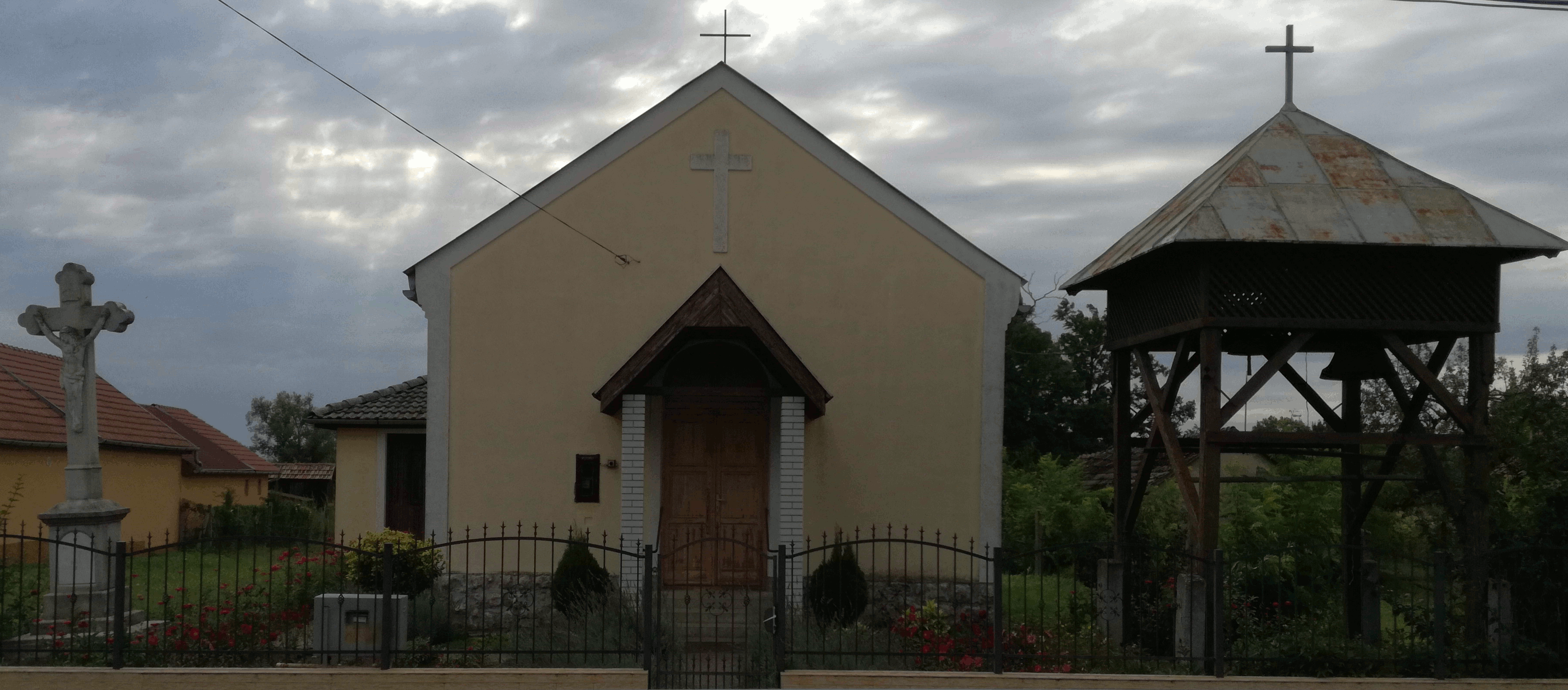
A katolikus kápolna
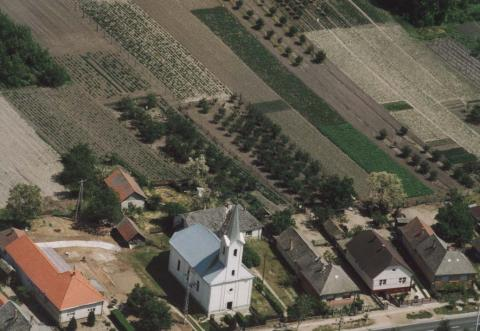
Berkesz légifotója
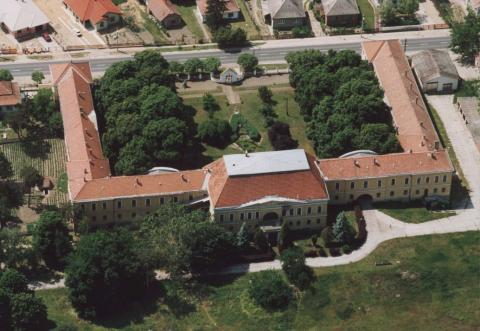
A Vay kastély légifotója